# Elsa Lanchesterová
Elsa Lanchesterová (28. října 1902 Londýn – 26. prosince 1986 Los Angeles) byla anglická herečka, působící převážně v USA.
Vyrůstala v bohémském prostředí, její matka Edith Lanchesterová byla socialistická a feministická aktivistka a bratr Waldo Lanchester provozoval loutkové divadlo. Začínala jako tanečnice a navštěvovala v Paříži kursy Isadory Duncanové. Vystupovala v londýnském kabaretu Cave of Harmony. První filmovou roli dostala v roce 1925 v krátkometrážním filmu The Scarlet Woman podle námětu Evelyna Waugha. Spolupracovala s režisérem Alexandrem Kordou jako Anna Klevská ve filmu Šest žen Jindřicha VIII. a jako Hendrickje Stoffels ve filmu Rembrandt. Vystupovala také v divadlech Old Vic a London Palladium.
V roce 1932 uzavřela smlouvu se společností Metro-Goldwyn-Mayer. V Hollywoodu se prosadila díky horrorovým snímkům Frankensteinova nevěsta a Strašidlo na prodej, od roku 1939 žila v Americe natrvalo a v roce 1950 získala občanství. George Cukor ji obsadil do adaptace Davida Copperfielda a Julien Duvivier do povídkového filmu Historky z metropole. Ve filmu Lassie se vrací hrála Joeovu matku. Za roli malířky Amelie ve filmu Come to the Stable byla nominována na Oscara za nejlepší ženský herecký výkon ve vedlejší roli. V roce 1957 získala Zlatý glóbus za nejlepší ženský herecký výkon ve vedlejší roli a oscarovou nominaci za roli ošetřovatelky Plimsollové ve filmu Svědek obžaloby, který natočil Billy Wilder podle divadelní hry Agathy Christie.
Hrála rovněž v muzikálu Mary Poppins, v komedii Já, Natálie a v thrilleru Vražda na večeři, zpívala duet s Elvisem Presleym ve filmu Easy Come, Easy Go. Na televizní obrazovce se objevila v seriálu I Love Lucy a v show Billa Cosbyho. Vydala autobiografie Charles Laughton and I a Elsa Lanchester Herself.
Jejím manželem byl od roku 1929 Charles Laughton, který byl také jejím častým hereckým partnerem. Oba se zapojili do prezidentské kampaně Adlaie Stevensona.